# 斎灘
斎灘（いつきなだ）は、瀬戸内海中西部、広島県と愛媛県との間の海域の名称。安芸灘の一部に含められることも多い。
下記以外の事項は安芸灘を参照のこと。

## 位置
正確な区分は曖昧ながら、東は来島海峡西入口に接し、西は概ね倉橋島 - 愛媛県怒和島 - （クダコ水道） - 中島 -（釣島海峡） -  興居島 - 白石ノ鼻（四国本土）を結ぶ線。北は安芸灘諸島（蒲刈群島、下大崎群島）や関前諸島が並ぶ。南には高縄半島が控える。中央部に下海域名の由来となっている斎島（広島県呉市）や安居島（愛媛県松山市）が浮かぶ（いずれも有人島）。安居島は斎灘の中央部に孤立する島で、古くは風待ちの港として繁栄した。
流入する河川に大規模なものはない。
海底は平坦で水深30から50m。

### 名称の由来
名の由来はかつて斎内親王から幣物料を下賜したことから名付けられた斎島に因む。

## 沿岸の都市
時計回りに、呉市 - 今治市 - 松山市。

## 海上交通
東西に大阪湾と関門海峡が控え、九州、中国地方、四国地方とを結ぶ東西航路上に位置し、船種、船籍、サイズもさまざまな船舶が往来する重要航路である。
斎灘を南北に横断する定期航路としては、広島 - 松山（一部呉への寄港便あり）の旅客船・フェリー航路がある。過去には仁方港 - 堀江港航路（旧国鉄連絡船仁堀航路）があったが、やや東ではあるが竹原 - 波方フェリーとの競合もあり、1982年に廃止されている。
似た経路の航路として呉・松山フェリー（会社名）の運航する阿賀港 - 堀江港のフェリーもあったが、2009年6月に廃止されている。西瀬戸自動車道路の開通等による利用減少等が影響したとされる。
斎島と安居島へはそれぞれ、呉側と松山市（北条）側から航路がある。

## 漁場
穏やかな海域で知られ、一帯はエビ、タコ、イカ類やタチウオなどの好漁場。

## その他
2001年3月24日に起こった安芸灘地震（芸予地震とも言われる）は斎灘の海域を震源とするものである。
当海域は来島海峡をはさみ東に接する燧灘とともに瀬戸内海中部の造船所で建造される船舶の試験航海の場としても利用されている。